# براد بودي
براد بودي (بالإنجليزية: Brad Budde)‏ هو لاعب كرة قدم أمريكية أمريكي، ولد في 9 مايو 1958 في ديترويت في الولايات المتحدة.

## وصلات خارجية
- الموقع الرسمي
- براد بودي على موقع مرجع كرة القدم المحترفة.كوم (الإنجليزية)